# Frank Shields

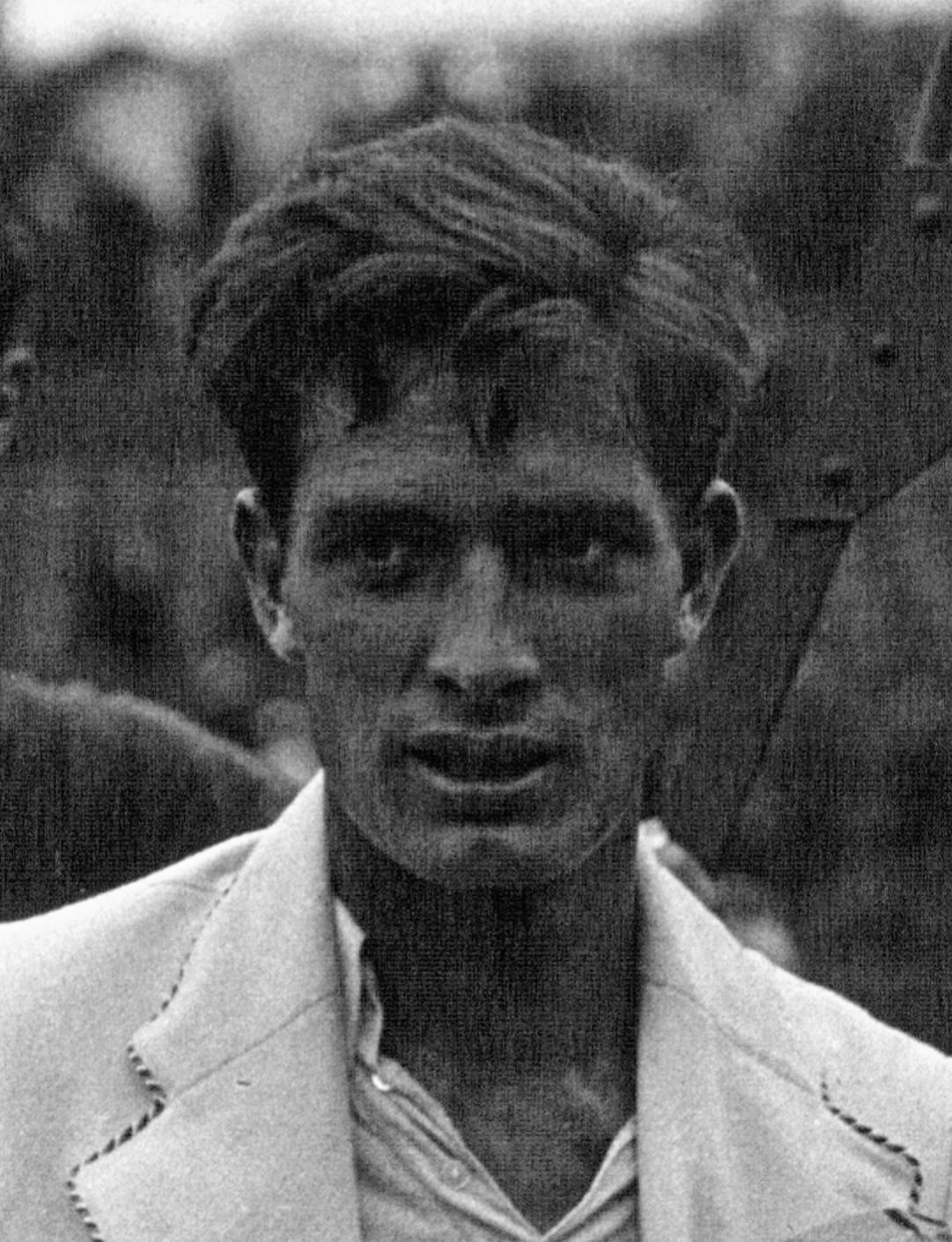
Frank Shields (1932)

Francis „Frank“ Xavier Shields junior (* 18. November 1909 in New York; † 19. August 1975 ebenda) war ein US-amerikanischer Tennisspieler und Schauspieler.

## Biographie
Seine erste Frau, Rebecca Tenney, heiratete er 1932. Die Ehe wurde 1940 wegen seiner „maßlosen Trunksucht“ geschieden. Seine zweite Frau, die er 1940 heiratete, war die italienische Prinzessin Donna Marina Torlonia di Civitella-Cesi. Mit ihr hatte er zwei Kinder: Francis Alexander Shields, der Vater von Brooke Shields, und Marina Shields. Die Ehe mit seiner dritten Frau, Katharine Mortimer, Tochter des Finanziers Stanley Grafton Mortimer sr und frühere Frau von Oliver Cadwell Biddle, schloss er 1949. Aus dieser Verbindung stammen die Kinder Katharine Shields und William Xavier Shields. Auch diese Ehe wurde geschieden.
Shields ist der einzige Spieler in der Geschichte des Wimbledon-Turniers, dem es gelang, als Amateur ins Finale einzuziehen (1931). Wegen einer Verletzung konnte er zum Endspiel allerdings nicht antreten. 1964 erfolgte seine Aufnahme in die International Tennis Hall of Fame.
In den 1930er Jahren spielte er in mehreren Hollywoodfilmen mit.

## Filmografie
- 1935: Murder in the Fleet
- 1935: Wo die Liebe hinfällt (I Live My Life)
- 1936: Nimm, was du kriegen kannst (Come and Get It)
- 1937: Affairs of Cappy Ricks
- 1937: Hoosier Schoolboy
- 1937: Sackgasse (Dead End) – dort nicht erwähnt
- 1938: The Goldwyn Follies